# صموئيل هووبر
صموئيل هووبر هو سياسي أمريكي، ولد في 3 فبراير 1808 في ماربلهيد في الولايات المتحدة، وتوفي في 14 فبراير 1875 في واشنطن العاصمة في الولايات المتحدة. نشط حزبياً في الحزب الجمهوري. وقد انتخب عضو مجلس نواب ماساتشوستس ‏ وانتخب عضو مجلس النواب الأمريكي ‏.